# Abies fargesii
Abies fargesii (ялиця Фаргеса, кит.: 巴山冷杉 (bashan lengshan)) — вид ялиць родини соснових. Видовий епітет вшановує французького представника духовенства Фаргеса (фр. P. G. Farges), який знайшов вид у 1893 році.

## Поширення, екологія

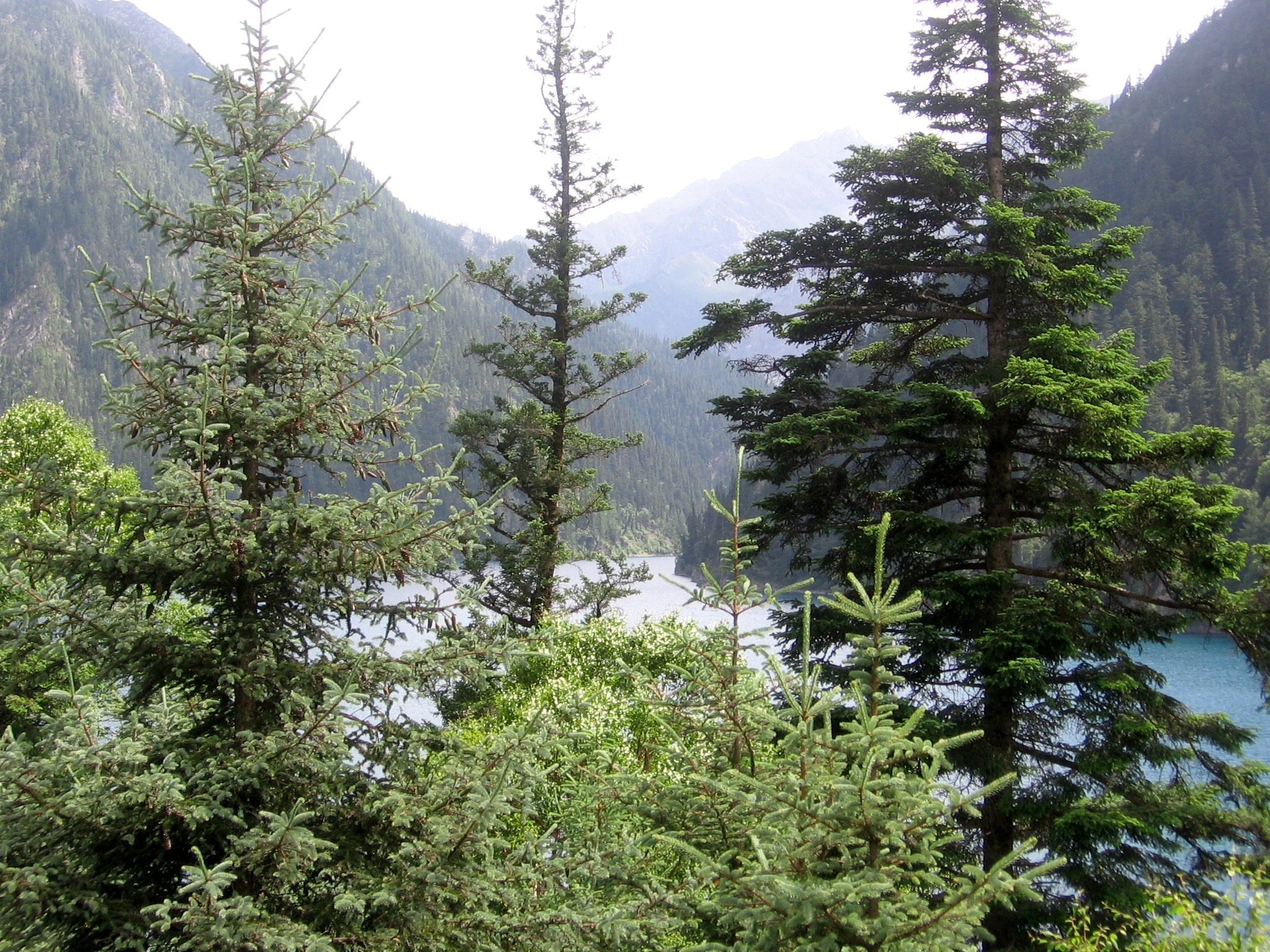
Picea asperata та Abies fargesii

Країни проживання: Китай (Чунцін, Ганьсу, Хенань, Хубей, Шеньсі, Сичуань). Зустрічається на півночі Центрального Китаю, на висоті від 2000 м до 4000 м над рівнем моря, з оптимумом між 3400 м і 3800 м. Ґрунти в основному сіро-коричневі гірські підзолисті. Клімат холодний і сирий. На самому нижньому рівні висоти листяні дерева (наприклад, Fagus engleriana, Davidia involucrata) важливі, але А. fargesii в основному формує або чисті ліси або змішані хвойні ліси з іншими видами: Picea purpurea, Picea asperata, Picea neoveitchii, Picea brachytyla, Larix potaninii, Abies chensiensis, Abies recurvata, Tsuga chinensis і Taxus chinensis. Деякі листяні дерева зазвичай присутні: Betula, Populus, і багато чагарникових: Cotoneaster, Ribes, Spiraea, Rhododendron і Berberis є одними із загальних родів (за винятком щільних ялиново-ялицевих лісів).

## Морфологія
Конічне дерево 35–65 м заввишки, 150–200 см діаметром, з циліндровим стовбуром. Гілки першого порядку масивні, короткі, рідкі; гілки другого порядку розлогі. Крона вузько пірамідальна або конічна. Кора гладка, сіра, дрібно шарувата на молодих деревах, стаючи сіро-коричневою, лускатою і потрісканою на старих деревах. Вегетативні бруньки від яйцеподібних до широко тупих, смолисті, 6–8 мм завдовжки і 4–5 мм шириною, злегка смолисті; пурпурно-червоні. Листки (1)1,5–3(4.5) см у довжину × 2–3,5 мм в ширину, вершина виїмчаста або гостра на молодих листках, блискучі зелені зверху, білувато-або сірувато-зелені знизу.
Чоловічий шишки жовті з червоними мікроспорофілами, циліндричні, 13 мм в довжину і 5 мм в ширину. Жіночі шишки блакитно-фіолетові, після дозрівання пурпурно-або червонувато-коричневі, овально-довгасті або широко циліндричні, розміром 5–9 × 3–4 см, верхівки тупі. Насіння довгасте, чорне, 5–6 × 3–3,5 мм, до 15 мм у довжину з чорними, клиноподібними, крилами.

## Використання
Як найпоширеніший з ялин у високих горах західного Китаю, цей вид був предметом великої експлуатації для деревини. Деревина високого класу використовується в будівництві (підлога, обрамлення та столярні цілі), не високого класу застосовується в паперовій целюлозної промисловості. Вид був завезений до Європи і США в перші десятиліття XX століття. Більшість дерев ще збереглися з цих введень, як правило, у ботанічних садах і дендраріях.

## Загрози та охорона
Цей вид був предметом великої експлуатації для деревини. У деяких частинах ареалу кислотні дощі викликали і продовжують викликати зниження. Заборона вирубки була введена.